# Lake Louise (Alaska)
Lake Louise est une localité d'Alaska aux États-Unis faisant partie du Borough de Matanuska-Susitna, dans l'aire métropolitaine d'Anchorage. Sa population était de 88 habitants en 2000. Elle est située au kilomètre 256 de la Glenn Highway dont elle est distante de 32 kilomètres.
Le premier nom de la localité fut Shosubenich qui signifie une grande étendue d'eau avec beaucoup d'îles. Plus tard, Lake Louise fut nommée Lake Adah du nom d'une amie du Lieutenant Castner. Enfin, le capitaine Edwin Glenn changea son nom en Louise, en l'honneur de sa femme.
À la fin de la Seconde Guerre mondiale, l'armée américaine construisit la première route de cet endroit pour relier la Glenn Highway. C'est actuellement une zone touristique, avec des chalets, dont l'un appartenait à Dwight D. Eisenhower avant qu'il ne devienne président, et un camping.

## Démographie
| 2000 | 2010 | - | - | - | - |
| ---- | ---- | - | - | - | - |
| 88   | 46   | - | - | - | - |